# Edmund Bautz
Edmund Bautz (* 9. September 1881 in Görlitz; † 20. Januar 1972 ebenda) war ein deutscher Maler.

## Leben und Werk
Bautz war der Sohn eines Görlitzer Uhrmachers. Schon früh malerisch hochtalentiert, konnte er dank großzügiger Unterstützung durch Görlitzer Bürger an der Dresdner Kunstakademie studieren, an der er schon als 17-Jähriger aufgenommen wurde. Prägende Lehrer waren dort für ihn Richard Müller und Carl Bantzer. Nach dem Studium hielt er sich kurze Zeit in der Willingshäuser Malerkolonie auf. In dieser Zeit entwickelte er seine impressionistische Malweise. Dann kehre er nach Görlitz zurück, wo er bis an sein Lebensende blieb. Die Oberlausitz war sein Wirkungsbereich. Weite Reisen hat er nie unternommen. Nur Schlesien, Hessen und der Mittelrhein wurden von ihm besucht.
Nachdem Bautz 1921 das erste Mal in Görlitz ausstellen konnte, wuchs seine Bekanntheit, und er konnte schließlich von seiner Kunst leben. Thematisch und stilistisch hielt er an den Ausdrucksformen des späten Impressionismus fest. Er wollte ausschließlich schöne und verständliche Bilder malen. Wichtige Motive waren für ihn Landschaften, die Altstadt von Görlitz, aber auch immer wieder Porträts. Seine Werke brachten ihm den Ruf eines Heimatmalers ein.
Bautz wohnte im Haus Obermarkt 23. In seinem Atelier gab er Privatunterricht. Zu seinen Schülern gehörte in den 1920er Jahren Arno Henschel.
Bautz war Mitglied des Bautzner Künstlerbundes, an dessen Ausstellungen er sich beteiligte. In der Zeit des Nationalsozialismus war er obligatorisch Mitglied der Reichskammer der bildenden Künste. Als während des Ersten Weltkrieges in Görlitz griechische Zivilinternierte lebten, hielt Bautz mit ihnen regen Kontakt, und er schuf in ihrem Auftrag anhand ihrer Fotos griechische Landschaftsbilder. Davon ist bislang keines mehr nachweisbar.
Das Kulturhistorische Museum Görlitz hat mehrere Bilder von Bautz im Bestand.

## Weitere Werke (Auswahl)
- Im Schlosspark von Königshain (1930, Öl; Kulturhistorisches Museum Görlitz)[5]

## Ausstellungen (unvollständig)

### Einzelausstellungen
- 1931: Görlitz, Kaiser-Friedrich-Museum[6]

- 1962: Görlitz, Städtische Kunstsammlung
- 2007: Königshain, Barockschloss („Freilichtmalerei“)

### Beteiligung an Ausstellungen
- 1939: Berlin, Haus der Kunst („Schlesische Kunstausstellung“)
- 1939: Rostock, Städtisches Kunst- und Altertumsmuseum („Die Kunst der deutschen Stämme II. Schlesische Künstler“)
- 1940: Kiel („Die Kunst der Deutschen Stämme I. Schlesische Künstler“)

- 1948: Bautzen, Stadtmuseum („2. Jahresausstellung Lausitzer Bildender Künstler“)[7]
- 1949: Görlitz, Aula der 10. Grundschule („3. Jahresausstellung Lausitzer Bildender Künstler“)[8]